# Kleomenes (Bildhauer I)

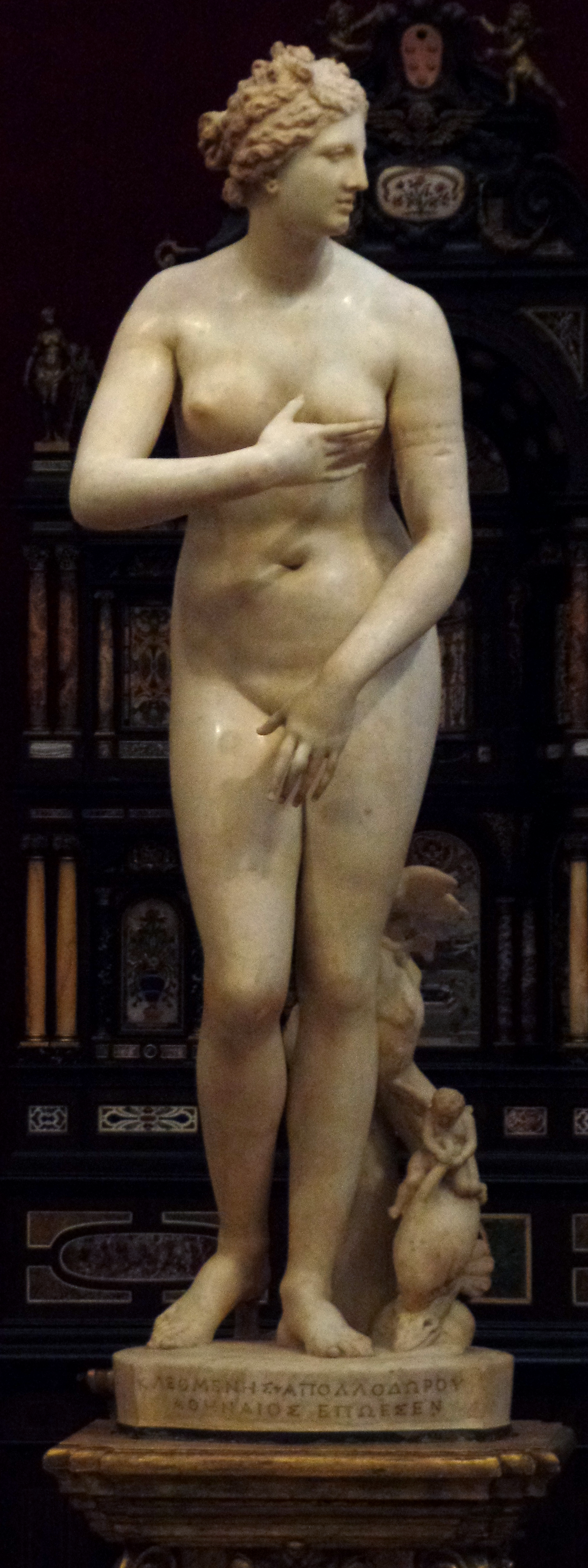
Venus Medici, Werk des Kleomenes

Kleomenes ist der Name vermutlich mehrerer antiker griechischer Bildhauer aus Athen. Plinius der Ältere erwähnt einen Künstler dieses Namens als Urheber der Statuengruppe der Thespiaden. Dieses Werk soll Lucius Mummius nach der Zerstörung von Korinth 146 v. Chr. nach Rom gebracht haben. Gaius Asinius Pollio erwarb im 1. Jahrhundert v. Chr. die Statuengruppe und ließ sie in der von ihm gegründeten ersten öffentlichen Bibliothek Roms aufstellen.
Kleomenes soll auch die Venus Medici, die sich heute in den Uffizien in Florenz befindet, geschaffen haben. Der Sockel trägt folgende Inschrift:
ΚΛΕΟΜΕΝΗΣ ΑΠΟΛΛΟΔΩΡΟΥ
ΑΘΗΝΑΙΟΣ ΕΠΟΕΣΕΝ
(„Kleomenes, der Sohn des Apollodoros aus Athen“)
Es wurde der Verdacht geäußert, dass diese Inschrift erst später angebracht wurde und die Statue einem anderen Künstler zuzuordnen sei. Anhänger der Theorie, dass die Inschrift authentisch ist, äußern den Verdacht, dass man die Echtheit nur anzweifele, um die Statue auf einen berühmteren Künstler zurückzuführen. Wegen der Form des Ω datiert man das Werk in die Zeit nach 403 v. Chr. Stilistisch ist die Statue in Anlehnung an die Aphrodite von Knidos des Praxiteles gestaltet. So nimmt man an, dass Kleomenes zwischen 363 v. Chr., der Zeit des Praxiteles, und 146 v. Chr. gelebt hat.
Zu seinen Nachkommen gehören möglicherweise zwei weitere Bildhauer namens Kleomenes: Kleomenes (Bildhauer II) und Kleomenes (Bildhauer III).